# 士嘉堡市政中心
士嘉堡市政中心（英語：Scarborough Civic Centre）是位於加拿大安大略省多倫多士嘉堡的市政中心。它是由建築師Raymond Moriyama在士嘉堡城市中心（Scarborough City Centre）開發期間設計的，最初於1973年由時任士嘉堡市長亞厘畢·金寶（Albert Campbell）與女皇伊利沙伯二世揭幕，作為士嘉堡前自治市鎮的大會堂啟用。該建築曾作為士嘉堡市府辦事處及士嘉堡教育局（Scarborough Board of Education）辦事處。併入多倫多後，士嘉堡不再是獨立城鎮，士嘉堡市政中心由此成為多倫多市政府的第二中樞（第一為多倫多大會堂）。它也是士嘉堡區議會（Scarborough Community Council）及多倫多公校教育局辦事處的所在地。
市政中心毗鄰亞厘畢·金寶廣場（Albert Campbell Square）。它位於輕鐵士嘉堡中心站及士嘉堡購物中心（Scarborough Town Centre）以南。

## 結構及環境
該建築的獨特之處在於兩個三角形的多個錯層塔並列，這些塔圍繞著內部的一個開放的中心區域。市民中心外北側是亞厘畢·金寶廣場（Albert Campbell Square），以士嘉堡第一任市長亞厘畢·金寶（Albert Campbell）命名，有瀑布及倒影池，冬天用作溜冰場。
2015年，多倫多公共圖書館開設了士嘉堡市政中心分館，為其第100個分館。多倫多公共圖書館士嘉堡市政中心分館由總部位於多倫多的建築公司LGA Architectural Partners設計，Philip H. Carter擔任規劃顧問。

## 備註
1. ↑  . Toronto Public Library.   [November 6, 2016]. （原始内容存档于2015-09-05）.
2. ↑  . Canadian Architect. October 2, 2019  [2022-08-01]. （原始内容存档于2021-02-24）.

## 外部連結
- 士嘉堡市政中心 （页面存档备份，存于）